# ASML
ASML, Advanced Semiconductor Materials Lithography, est l'un des leaders mondiaux de la fabrication de machines de photolithographie pour l'industrie des semi-conducteurs. ASML est créé en 1984 et basée à Veldhoven aux Pays-Bas. L'entreprise est cotée sur Euronext Amsterdam et sur le Nasdaq.
Elle fait partie de l'indice Euronext 100.

## Histoire
ASML est fondée en 1984 en tant que coentreprise entre ASM International et Philips, avant de devenir indépendante en 1988.
Les principales acquisitions de l'entreprise sont MaskTools en juillet 1999, le concurrent Silicon Valley Group en mai 2001, et Brion Technologies Inc. en mars 2007.
En juin 2016, ASML annonce l'acquisition de l'entreprise taïwanaise Hermes Microvision, spécialisée dans la détection de wafers défectueux, pour 3,1 milliards de dollars.
En mai 2021, ASML emploie 28 000 salariés, affiche une capitalisation boursière de près de 230 milliards d'euros, pour un chiffre d'affaires de 14 milliards d'euros et un bénéfice de 3,6 milliards d'euros. Sa part du marché mondial des machines de production de puces dépasse 80 %.

## Activité
L'activité d'ASML est la production de machines de photolithographie pour l'industrie des semi-conducteurs. La photolithographie consiste à graver les circuits intégrés sur des galettes de silicium qui constituent la matière première des industriels des semi-conducteurs. La photolithographie est une étape cruciale, la plus risquée et la plus coûteuse dans le procédé industriel de fabrication des semi-conducteurs.
Les semi-conducteurs sont depuis les années 1960 toujours plus petits et meilleur marché, offrant des performances toujours plus grandes : ils intègrent toujours plus de fonctions, sont constamment plus rapides et ont une consommation d'énergie de plus en plus faible. La finesse de la gravure est un élément clé : en 2012, ASML estime qu'une finesse inférieure à 20 nm sera atteinte dans les prochaines années. En 2020, les puces grand public sont gravées en 7 nm puis, en 2021, en 5 nm.
Les principaux concurrents de ASML sont les Japonais Nikon et Canon. ASML est donc particulièrement vulnérable à l'évolution du taux de change du Yen. ASML est également vulnérable à la situation politique de Taïwan, où ASML réalise en 2011 20,3 % de son chiffre d'affaires, et dont la république populaire de Chine revendique toujours la souveraineté.
ASML propose à la vente un nombre relativement restreint de produits, à savoir en 2011 220 machines de photolithographie, dont le prix de vente moyen est de 22 millions d'euros l'unité (de 3,8 millions pour les anciennes machines à 24,5 millions pour les nouveaux produits). 
ASML se doit de proposer à ses clients des machines performantes par leur résolution, leur vitesse et leur précision de gravure. En 2024, la société a mis au point une nouvelle machine High NA EUV. Un outil stratégique pour répondre aux demandes toujours croissantes de l'intelligence artificielle en matière de puissance de calcul et de capacités de stockage de données. D'une valeur de 350 millions d'euros, elle pèse l'équivalent de deux Airbus A320[réf. nécessaire].
Les clients de l'entreprise sont des fabricants de microprocesseurs, de mémoires flash NAND et de mémoires DRAM. Ils sont en nombre restreint, parmi lesquels on compte Intel, Samsung Electronics et TSMC. Ses principaux clients représentent 23,2 % de son chiffre d'affaires en 2011, 28,2 % en 2010.
Les usines d'assemblage d'ASML sont des salles blanches, situées à Veldhoven (Pays-Bas), Wilton (Connecticut), Santa Clara (Californie), Linkou (Taïwan) et un dernier site en Corée du Sud. Le siège social des activités américaines est à Tempe (Arizona) et celui des activités asiatiques est à Hong Kong.

## Identités visuelles

Logo de la société
Premier logo (de 1984 à 2012)
Logo actuel (depuis 2012)

## Actionnaires
Liste des principaux actionnaires au 14 avril 2022 :
| Actionnaire                                      | %      |
| ------------------------------------------------ | ------ |
| Capital Research & Management (World Investors)  | 5,80 % |
| The Vanguard Group                               | 2,66 % |
| Baillie Gifford                                  | 2,41 % |
| Norges Bank Investment Management                | 2,26 % |
| Capital Research & Management (Global Investors) | 2,10 % |
| Fidelity Management & Research                   | 1,19 % |
| BlackRock Advisors (UK)                          | 1,10 % |
| BlackRock Investment Management (UK)             | 1,06 % |
| KF SWK Holdings                                  | 0,95 % |
| Capital Research & Management                    | 0,68 % |

Environ 80 % du capital est flottant.

### Documentaire vidéo
- [vidéo] Les Echos, « La tech mondiale dépend... de cette entreprise européenne », sur YouTube, 22 avril 2025